# Yuzo Kawashima

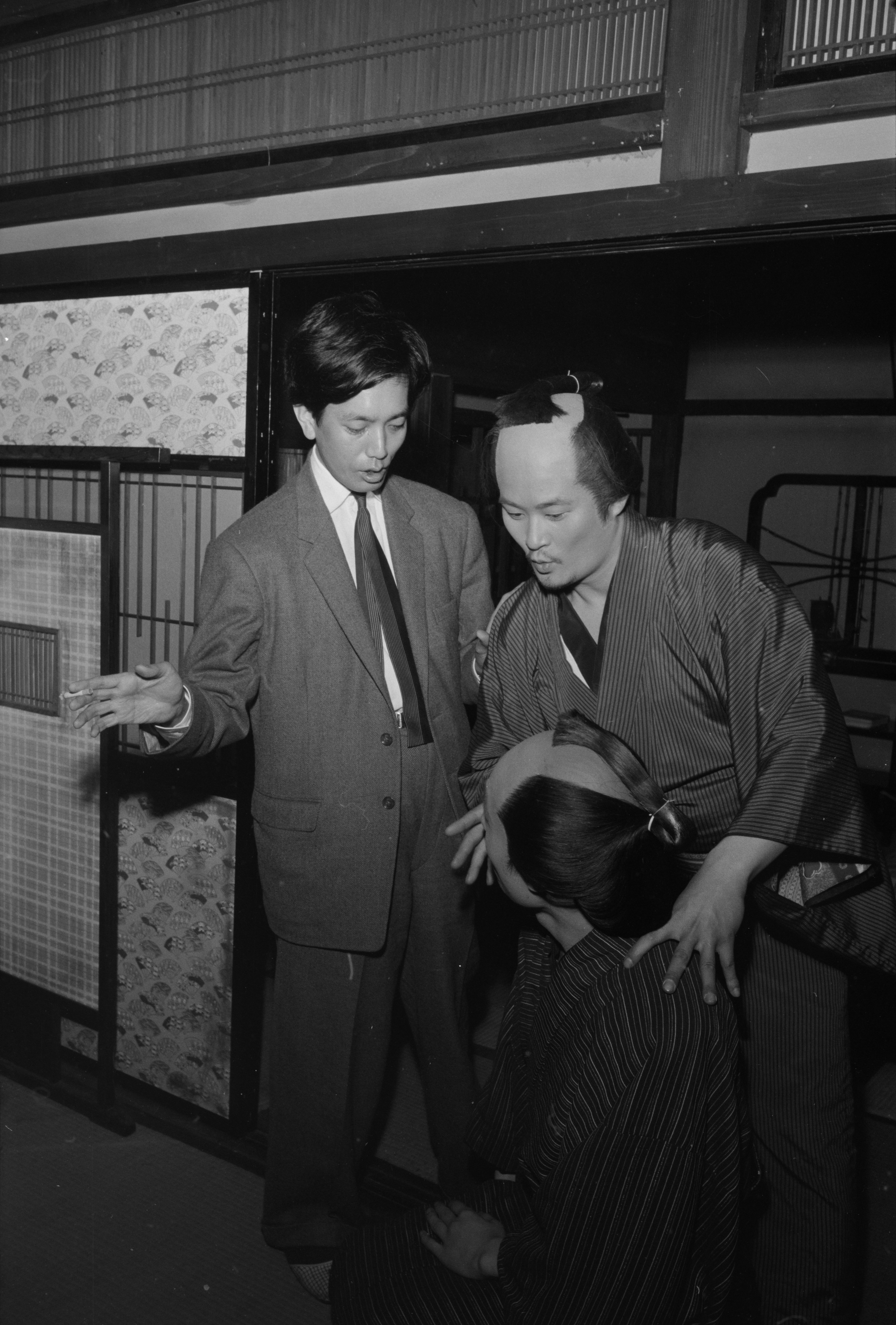
Yūzō Kawashima (esquerda) durante as filmagens de Sun in the Last Days of the Shogunate

Yūzō Kawashima (川島雄三, Kawashima Yūzō, 4 de fevereiro de 1918 – 11 de junho de 1963) foi um diretor de cinema japonês, mais conhecido por seus filmes e sátiras tragicômicos.

## Carreira
Kawashima nasceu em Mutsu, Aomori na Península de Shimokita. Desde a juventude, sofria de uma paralisia que afetava sua perna e braço direito. Foi educado na Universidade de Meiji, onde era membro do círculo de estudos de cinema. Entrou nos estúdios Shōchiku em 1938 e atuou como diretor assistente de Minoru Shibuya e Keisuke Kinoshita antes de dirigir seu primeiro filme, Kaette kita otoko, em 1944. Em Shōchiku, após a guerra, fez muitas comédias antes de mudar para Nikkatsu em 1955, quando o estúdio retomou a produção de filmes. Lá fez obras notáveis como Ai no onimotsu (1955), Suzaki paradise: Akashingō  (1956) e Sun in the Last Days of the Shogunate (1957), que mais tarde seria eleito o quinto melhor filme japonês de todos os tempos na pesquisa realizada pela Kinema Junpō em 1999 com mais de 140 críticos e cineastas. Nos anos seguintes, Kawashima trabalhou em diversos estúdios - Daiei, Tokyo Eiga e Toho - continuando a criar obras satíricas como Gurama-to no yūwaku (1959), Kashima ari (1959) e Shitoyakana kedamono (1962), além de adaptações literárias como Onna wa nido umareru (1961) e Gan no tera (1962). 
Como muitos diretores japoneses do período, Kawashima foi muito prolífico, completando 51 filmes durante uma carreira que durou apenas 19 anos. Morreu repentinamente em 1963 de cor pulmonale. Seu túmulo em Mutsu tem uma das frases de Kashima ari : "Dizer adeus é tudo que a vida é" (Sayonara dake ga jinsei da). 

## Influência
Ele foi uma influência importante para Shohei Imamura, que trabalhou como seu diretor assistente e se referiu a ele como "meu professor". Mais tarde, Imamura refez o filme de 1957 de Kawashima, Sun in the Last Days of the Shogunate, com o nome Eijanaika. 

## Filmografia selecionada
- Kaette kita otoko (還って来た男) (1944)
- Tonkatsu taishō (とんかつ大将) (1952)
- Ojōsan shachō (お嬢さん社長), lit. "Madame Company President" (1953)
- Kinō to ashita no aida (昨日と明日の間) (1954)
- Ai no onimotsu (愛のお荷物) (1955)
- Suzaki paradise: Akashingō (洲崎パラダイス 赤信号 Suzaki paradaisu Akashingō) aka Suzaki Paradise Red Light (1956)
- Waga machi (わが町) (1956)
- Sun in the Last Days of the Shogunate (幕末太陽傳, Bakumatsu taiyōden) (1957)
- Noren (暖簾) (1958)
- Gurama-tō no yūwaku (グラマ島の誘惑) (1959)
- Kashima ari (貸間あり) (1959)
- Onna wa nido umareru (女は二度生まれる) (1961)
- Gan no tera (雁の寺) (1962)
- Shitoyakana kedamono (しとやかな獣) (1962)